# Elia Zaharia
Titre
Épouse du prétendant au trône d'Albanie
8 octobre 2016 – 25 avril 2024
(7 ans, 6 mois et 17 jours)
Signature
Elia Zaharia (née le 8 février 1983 à Tirana en Albanie) est une actrice albanaise et l'ex-épouse du prince Leka Zogu, prétendant au trône d'Albanie.

## Biographie
Elia Zaharia est la fille de Gjergj (George) Polikron Zaharia, acteur et enseignant albanais, et d'Yllka Muji (en), actrice albanaise, honorée du prix théâtral albanais « Grands maîtres ». Son père appartient à une famille albanaise originaire du village Kosovë et de la ville de Përmet, tandis que la famille de sa mère est originaire du Monténégro, des villes de Podgorica et Tuzi, puis installée en Albanie, à Shkodra, sous le règne du roi Zog Ier. 
Elia a un frère, Amos Muji Zaharia, qui travaille comme régisseur de cinéma.
Elle a étudié au conservatoire à rayonnement régional de Bordeaux de 2003 à 2005, puis au cours Florent, jusqu'en 2007. Ensuite elle étudie le théâtre à l'université Paris-VIII à Saint-Denis, jusqu'en 2010.

## Mariage
En mai 2010, elle se fiance au prince Leka. En septembre 2014, le couple annonce son mariage qui a lieu le 8 octobre 2016 à Tirana, en présence de la reine Sophie d'Espagne et de plusieurs membres d'anciennes familles royales européennes,.
Le couple a un enfant qui, comme eux, porte le traitement d'altesse royale :
- la princesse Géraldine Sibilla Francesca Suzan Maria Zogu (née le 22 octobre 2020 à Tirana)[5].

Le couple annonce sa séparation le 15 janvier 2024. Le divorce est prononcé le 25 avril 2024.

## Fondation Reine-Géraldine
Elia Zaharia préside la Fondation Reine-Géraldine,. Les actions de la fondation vont du soutien humanitaire aux familles défavorisées et aux orphelins, à la lutte contre l'analphabétisme.  
Pour son engagement caritatif, Elia Zaharia reçoit le titre de « citoyenne d'honneur de la ville de Lis », en septembre 2014.

## Formation
- 2007-2010 : Université Paris-VIII (études théâtrales)
- 2005-2007 : Cours Florent (école de théâtre)
- 2003-2005 : Conservatoire à rayonnement régional de Bordeaux (arts dramatiques)
- 1998-2002 : Lycée artistique Jordan Misja (sq) (peinture, paysage)

## Titres et honneurs

### Titulature
- 8 octobre 2016 - 25 avril 2024 : Son Altesse Royale la princesse Elia Zogu (mariage) ;
  - 8 octobre 2016 - 25 avril 2024 : Sa Majesté la reine des Albanais (de jure).

### Honneurs
- Grand-croix de l'ordre de la Besa (1er septembre 2018)[10]